# Zaklada Jarl Hjalmarson
Zaklada Jarl Hjalmarson (šved. Jarl Hjalmarson Stiftelsen – JHS) švedska je politička zaklada bliska stranci Moderaterna. Osnovana je 1994. godine u Stockholmu. Prema tipološkoj podjeli Europskog fondacijskog centra (EFC) pripada kategoriji nezavisnih zaklada. Fokusirana je na obuku političara aktivnih u sestrinskim strankama Moderaterne, posebno žena i mladih angažiranih u politici. 
Cilj je Zaklade Jarl Hjalmarson promicanje razvoja i europske suradnje i integracije, na temelju slobode, demokracije i tržišnog gospodarstva. Taj se cilj postiže aktivnostima usmjerenim na poticanje razvoja demokracije, kao što su predavanja i seminari namijenjenima političkim strankama i organizacijama.
Zaklada djeluje u Rusiji, Ukrajini, Gruziji, Azerbajdžanu, Turskoj i zemljama Jugoistočne Europe. Pokrenula je također regionalne projekte u Bjelorusiji i u Africi te Latinskoj Americi.
Zaklada Jarl Hjalmarson članica je Centra za europske studije "Wilfried Martens", think-tanka Europske pučke stranke.

## Naziv Zaklade
Zaklada Jarl Hjalmarson nazvana je po bivšem stranačkom predsjedniku švedske Högerpartiet, Jarlu Hjalmarsonu. On je bio je kritičar Sovjetskoga Saveza. Njegova kritika sovjetske invazije na Mađarsku 1956. godine bila je tako teška da je švedska socijaldemokratska Vlada odbila poslati ga kao švedskog predstavnika na generalnu skupštinu Ujedinjenih naroda.
Jarl Hjarlmarson (1904. – 1993.) bio je predsjednik konzervativne stranke (švedski desničari Högerpartiet), danas poznate kao umjerenije Moderaterne, između 1950. i 1961. Bio je nemilosrdni borac i zagovaratelj prava vlasništva. Uživao je u susretima i otvorenim razgovorima s biračima. Od 1963. do 1971. bio je guverner županije Gävleborg. Nakon izlaska iz političkog života, Jarl Hjalmarson je od 1970. do 1974. bio predsjednik švedskog Crvenog križa. 

## Predsjednik JHS
Göran Lennmarker je švedski umjereni političar koji je bio član švedske nacionalne zakonodavne skupštine Riksdaga od 1991. Od 2006. do 2010. bio je predsjedatelj Odbora Riksdaga za vanjske poslove. U 2006. bio je kratko i predsjedatelj Odbora za europske poslove. On je predsjednik Upravnog odbora SIPRI (Stockholm International Peace Research Institute).
Neki od bivših predsjednika Zaklade su bili i Gunnar Hökmark, zastupnik u Europskom parlamentu i bivši švedski ministar vanjskih poslova te Margaretha AF Ugglas.

## Projekti u jugoistočnoj Europi
Zaklada Jarl Hjalmarson je domaćin niza studijskih posjeta švedskoj predizbornoj kampanji za političare mladih iz Istočne Europe. Time pruža sudionicima nova iskustva i ideje, kao i dobro razumijevanje o tome kako izbori mogu izgledati u zemlji s dugom demokratskom tradicijom.
Zaklada Jarl Hjalmarson umrežuje, organizira edukacije o politici i političkim pitanjima. Osim toga Zaklada nudi pomoć i savjete o metodama kampanje, strateškom razvoju i upravljanju medijima.
Projekti Jarl Hjalmarson Zaklade u Hrvatskoj imali su snažnu usmjerenost na europske integracije. Tu je želja bila obrazovati ljude koji će postati dužnosnici i izabrani politički predstavnici u različitim institucijama Unije. Budući da je Republika Hrvatska postala članicom EU, od početka 2013. Zaklada smanjuje intenzitet rada u Hrvatskoj.

## Vanjske poveznice
- Službena stranica Zaklade Jarl Hjalmarson - Švedska  Arhivirana inačica izvorne stranice od 29. siječnja 2015. (Wayback Machine) (engl.) (šved.)
- Göran Lennmarker (engl.)
- Wilffried Martens Centre for European Studies  Arhivirana inačica izvorne stranice od 9. siječnja 2015. (Wayback Machine) (engl.)